# Бордо
 Тази статия е за града във Франция.  За футболния отбор вижте ФК Бордо.  
Бордо̀ (на френски: Bordeaux; на гасконски Bordèu; на латински: Burdigala) е пристанищен град в Югозападна Франция, център на регион Аквитания. Разположен е на двата бряга на река Гарона. Населението на града е около 250 000 души (2016), а на градската агломерация – около 1 200 000 души (2016). Известен е с едноименното червено вино (а от там и на едноименния цвят).
Бордо е един от културните паметници на Франция, включени в списъка за световното наследство на ЮНЕСКО.

## Девиз
Девизът на града е „Lilia sola regunt lunam undas castra leonem“ от латински и означава „Лилията сама управлява край луната, вълните, замъка и лъва“.

## История
През 109 пр.н.е. кимврите разгромяват римляните край Бурдигала, като консулът Гай Касий Лонгин е убит.
През Средновековието, херцозите на Аквитания (Гаскон) стават английски крале от династия на Плантагенетите. С техните приходи Бордо се преобразява: били построени нови здания, разширен е катедралния събор „св. Андрей“, развива се бордоското винопроизводство. Англичаните много харесали вино „кларет“., След като свършва Стогодишната война Бордо влиза в състава на Франция и загубва волностите и свободите, дарувани от английската корона.

## Култура

### Музеи
- Художествен музей Бордо

Музей на изобразителните изкуства на Бордо принадлежи към числото най-стари музеи във Франция, с което се обяснява пълнотата и разнообразието на неговата колекция, в особено на работи от XIX и XX векове. Много представени шедьоври са намират в собственост на държавата, в това число „Херцогиня Ангулемская отплува от Пойяк“ работа на Гро, „Лъв на лъвове“ от четката на Делакроа или „Рола“ от четката на Жерве. Така в колекцията на музея има платна на Рубенс, Веронезе, Тициан, Ван Дайк, Коро, Бугро, Жером, Матис, Дюфи и Пикасо.
- Музей на Аквитания

Музеят наследява колекцията на бившия музей – лапидария, който е открит от Академията на науките на Бордо около 1783 година по разпореждане на интенданта Дюпре дьо Сен-Мор за обединение на древноримските фрагменти, намерени в хода на значителните градоустройствени работи, предприети през XVI век и, и особено, през XVIII век.
От 1962 година музея е трансформиран в музей на регионална история, археология и етнография; в неговата експозиция са представени предмети на доисторическата епоха, римската античност и ранно християнската епоха от поселението Бурдигал, колекция експонати средновековието, етнографическа колекция и прочее. Така в музея са предани колекции от предишния музей Гупил, където са представени изображения на различни носители.

## Известни личности
Родени в Бордо
- Жан Ануи (1910 – 1987), драматург
- Джоузеф Блек (1728 – 1799), лекар и учен
- Даниел Дарийо (1917 – 2017), актриса
- Франсоа Мориак (1885 – 1970), писател
- Флоран Сера (р. 1981), тенисист
- Филип Солерс (р. 1936), писател

Починали в Бордо
- Франсиско Гоя (1746 – 1828), испански художник
- Франсиско Рабал (1926 – 2001), испански актьор

Други
- Зинедин Зидан (р. 1972), футболист, работи в града през 1992 – 1996

## Побратимени градове и партньори

### Побратимени градове
- Бристол, Великобритания от 1947
- Лима, Перу от 1957
- град Квебек, Квебек, Канада от 1962
- Мюнхен, Германия от 1964
- Лос Анджелис, САЩ от 1968
- Порто, Португалия от 1978
- Фукуока, Япония от 1982
- Мадрид, Испания от 1984
- Ашдод, Израел от 1984
- Баку, Азербайджан от 1985
- Казабланка, Мароко от 1988
- Ухан, Китай от 1998
- Оран, Алжир от 2003

### Партньори
- Санкт Петербург, Русия от 1992
- Рига, Латвия от 1993
- Краков, Полша от 1993
- Билбао, Испания от 2000